# Anna Dobrowolska
Anna Dobrowolska, z d. Kruszlińska (ur. 27 września 1965) – polska lekkoatletka, specjalizująca się w biegach średnich i długich, medalistka mistrzostw Polski.

## Kariera sportowa
Była zawodniczką OKS Otwock.
Na mistrzostwach Polski seniorek na otwartym stadionie zdobyła jeden medal – brązowy w biegu przełajowym na 4 km w 1988. 
Rekordy życiowe: 
- 800 metrów: 2:09,20 (21.08.1988)[3].
- 1500 m: 4:20,80 (12.08.1988)[1].
- 3000 m: 9:23,38 (16.08.1987)[1].
- 3000 m: 16:37,57 (21.06.1988)[1].